# 테오도르 코르반
테오도르 코르반(루마니아어: Teodor Corban, 루마니아어 발음: [teˈodor ˈkorban], 1957년 4월 28일~2023년 1월 17일)은 루마니아의 배우이다.

## 작품 목록

### 영화
- 카튜란 (2019년)
- 아래층 남자 (2015년)
- 아페림! (2015년)
- 더 시멘트 믹서 (2012년)
- 보라 보라 (II) (2011년)
- 황금시대 이야기 (2009년)
- 그때 거기 있었습니까? (2006년)